# Knights of Honor
Knights of Honor (tạm dịch: Những hiệp sĩ danh dự) là trò chơi máy tính thuộc thể loại chiến lược thời gian thực (RTS) do hãng Black Sea Studios (nay là Crytek Black Sea) của Bulgary phát triển. Game do hãng Sunflowers GmbH phát hành tại châu Âu năm 2004 và Paradox Entertainment phát hành tại Bắc Mỹ năm 2005. Trò chơi lấy bối cảnh châu Âu thời Trung Cổ xuyên suốt những thế kỷ đầu tiên của thiên niên kỷ thứ hai trong ba thời kỳ lịch sử với hơn 100 vương quốc khác nhau.

## Cách chơi
Knights of Honor là sự kết hợp nhuần nhuyễn giữa chiến lược tổng thể với những cuộc chiến chiến thuật, tái hiện từng khía cạnh nhỏ của cuộc sống thời chiến. Trong cuộc chinh phục cựu lục địa, người chơi sẽ cần mở ra các mối quan hệ ngoại giao với các quốc gia khác, tạo ra và duy trì một nền kinh tế lành mạnh trước những mối nguy cơ về lạm phát luôn rình rập, huấn luyện và chỉ đạo một quân đội mạnh để bảo vệ lãnh thổ của mình và chinh phục những vùng đất mới. Người chơi cần hội ý và đưa ra quyết định của mình thông qua tòa án hoàng gia bao gồm các nhà buôn, giáo sĩ, tướng lĩnh và điệp viên. Ngoài ra người chơi còn phải khích lệ tinh thần dân chúng và giữ gìn kỷ cương, dẹp yên tạo phản nếu chúng ngóc đầu dậy, cộng thêm việc dẫn dắt quân đội trên các chiến trường, bao vây các pháo đài và san bằng các thành phố. Đây là một khối lượng công việc đồ sộ, đòi hỏi rất nhiều kỹ năng và khả năng ứng biến.
Knights of Honor cho phép người chơi lựa chọn một trong hai chế độ chơi. Với Quick Battle, người chơi điều khiển các nhóm binh sĩ trong một thiết lập chiến lược thời gian thực tiêu chuẩn. Chế độ Campaign, hấp dẫn hơn rất nhiều, sẽ trao cho người chơi một quốc gia ở thời kỳ đầu, giữa hoặc cuối thời Trung Cổ. Lãnh thổ trên bản đồ thay đổi tùy theo giai đoạn mà người chơi lựa chọn nhưng nó bao trùm hầu như khắp châu Âu, phía tây giáp Munster, đông giáp Giorgia, bắc giáp Na Uy và nam giáp Algeria. Người chơi có thể chọn cách thức giành chiến thắng. Ví dụ, để chinh phục châu Âu, người chơi có thể thông qua con đường ngoại giao hay sử dụng sức mạnh quân sự hoặc trở thành vương quốc có công nghệ tiên tiến nhất. Tuy nhiên, mục tiêu của người chơi sẽ dễ hoàn thành nhất với việc kết hợp một cách hài hòa tất cả các yếu tố đó.
Vương triều của người chơi gồm một vị vua, một hoàng hậu và một số hoàng tử, công chúa. Người chơi có thể cất nhắc các vương gia, hoặc những quan chức lên tước hiệp sĩ. Triều đình có thể có tối đa là 9 hiệp sĩ và họ thực hiện các nhiệm vụ tối cần thiết: tướng lĩnh chỉ huy quân đội; thương gia buôn bán với các quốc gia khác để kiếm vàng hoặc các nguồn tài nguyên; giáo sĩ cải đạo cho các lãnh thổ mà người chơi đã chinh phục. Thậm chí, người chơi có thể tuyển mộ một số điệp viên làm công việc xâm nhập tòa án hoàng gia của các quốc gia thù địch để ăn cắp vàng, phá hoại kinh tế hoặc ám sát các thành viên của hoàng tộc.
Mặc dù trò chơi bắt đầu khá chậm, mọi thứ nhanh chóng tăng tốc, tới mức người chơi sẽ thường phải tạm dừng và suy tính đường đi nước bước tiếp theo. Nhiều vấn đề trong game cần người chơi có tố chất lãnh đạo khá cao để có thể đưa ra được quyết định hợp lý. Một tình huống hay xảy ra là người chơi phải củng cố mối quan hệ với nhiều quốc gia láng giềng khác nhau, thiếp lập các hiệp định thương mại và liên minh. Với rất nhiều tình huống xảy ra cùng lúc, người chơi cần có những quyết định quyết đoán dựa trên tất cả những thông tin và lựa chọn sẵn có.
Trong Knights of Honor việc chuyển đổi qua lại giữa 2 khung nhìn chính – góc nhìn rộng Political View và góc nhìn cận cảnh Stratagic View – khá khó khăn. Góc nhìn thứ ba, Battle View, tự xuất hiện khi hai quân đội giao tranh, thêm vào đấy người chơi có thể để máy tính tự mô phỏng kết quả hoặc thân chinh tham chiến và điều khiển các lực lượng của mình. Tuy nhiên, người chơi không thể xoay bản đồ, zoom lại hoặc quan sát từ các góc độ khác nhau như trong những game 3D nhưng bù lại, các yếu tố như địa hình và đội ngũ được khắc họa rất kỹ. Tùy chọn nhiều người chơi của Knights of Honor chỉ giới hạn ở các trận chiến trên chiến trường, thiếu đi yếu tố hấp dẫn nhất của nó là các phương diện mang tính chiến lược tổng thể.